# Single numer jeden w roku 2014 (USA)
Notowanie Billboard Hot 100 przedstawia najlepiej sprzedające się single w Stanach Zjednoczonych. Publikowane jest ono przez magazyn Billboard, a dane kompletowane są przez Nielsen SoundScan w oparciu o cotygodniowe wyniki sprzedaży cyfrowej oraz fizycznej singli, a także częstotliwość emitowania piosenek na antenach stacji radiowych.

W 2014 roku dziewięciu artystów umieściło swoje pierwsze utwory na szczycie amerykańskiej listy, zarówno jako liderzy, jak i we współpracy z innymi artystami. Byli to: Eminem, Pitbull, Katy Perry, Pharrell Williams, John Legend, Iggy Azalea, grupa Magic!, Taylor Swift oraz Meghan Trainor, przy czym grupa Magic! i Meghan Trainor umieścili na miejscu pierwszym swoje debiutanckie single. Najdłużej na 1. miejscu przebywał utwór „Happy” amerykańskiego producenta muzycznego, piosenkarza i rapera Pharrella Williamsa, spędził on 10 tygodni na szczycie notowania. Ponadto amerykańska piosenkarka Meghan Trainor była przez 8 tygodni na szczycie z utworem „All About That Bass”. Siedem tygodni na pierwszym miejscu spędzili australijska raperka Iggy Azalea w duecie z Charli XCX w utworze „Fancy”, a 6 tygodni kanadyjski zespół Magic! ze swoim debiutanckim singlem „Rude”.
W notowaniu listy Billboard łącznie 9 tygodni spędziły dwa utwory Taylor Swift: „Shake It Off” i „Blank Space”, które doszły do szczytu notowania kolejno po sobie. Tym samym Taylor Swift została pierwszą w historii Billboard piosenkarką, która tego dokonała.

## Historia notowania

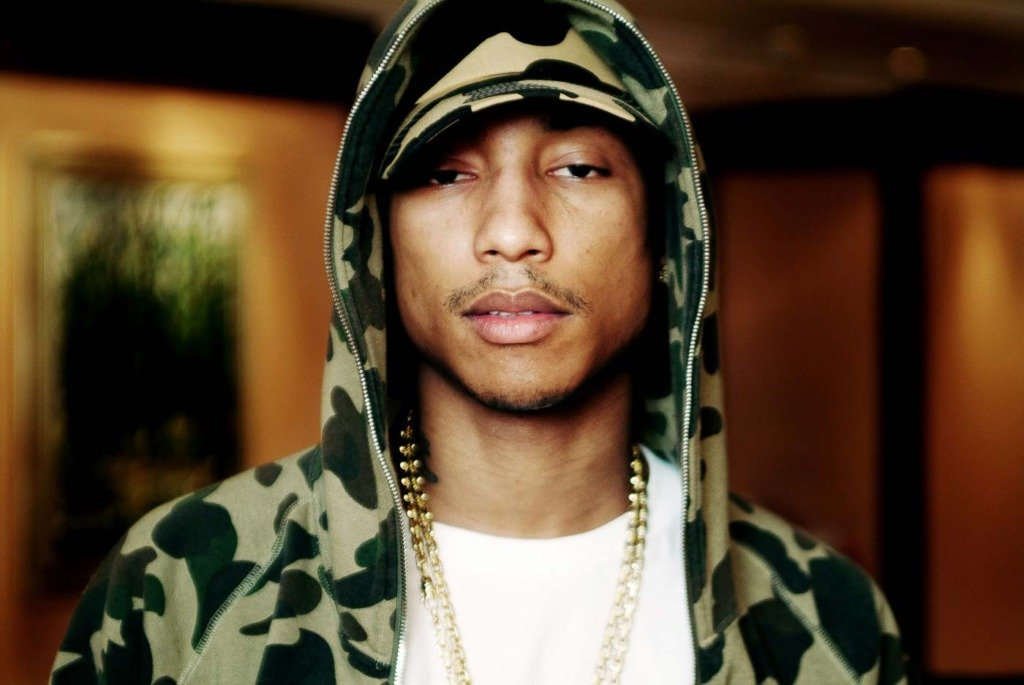
Singel Pharrella Williamsa „Happy” był najdłużej utrzymującym się na pierwszym miejscu utworem z wynikiem dziesięciu tygodni.

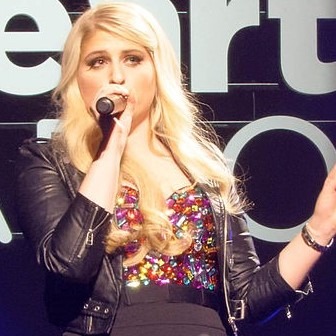
Meghan Trainor ze swoim debiutanckim utworem „All About That Bass” utrzymywała się na szczycie przez osiem tygodni.

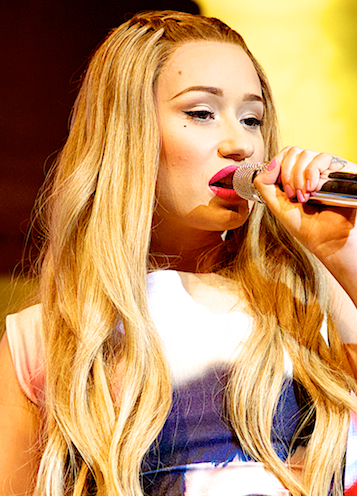
Australijska raperka Iggy Azalea w duecie z Charli XCX utrzymywała się na miejscu pierwszym przez siedem tygodni.

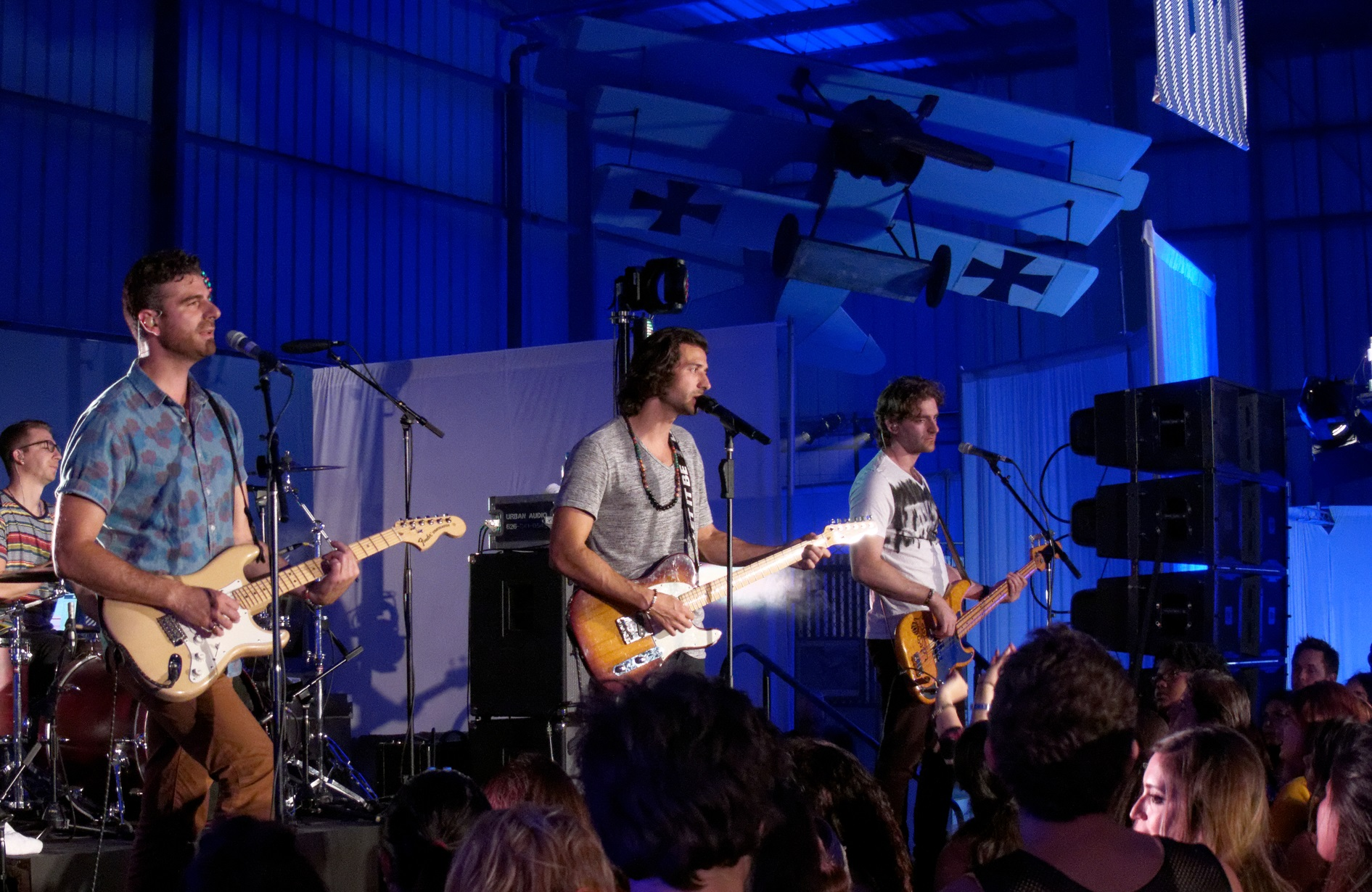
Debiutancki singel kanadyjskiej grupy muzycznej Magic! – „Rude" zajmował 1. miejsce na liście przez sześć tygodni.

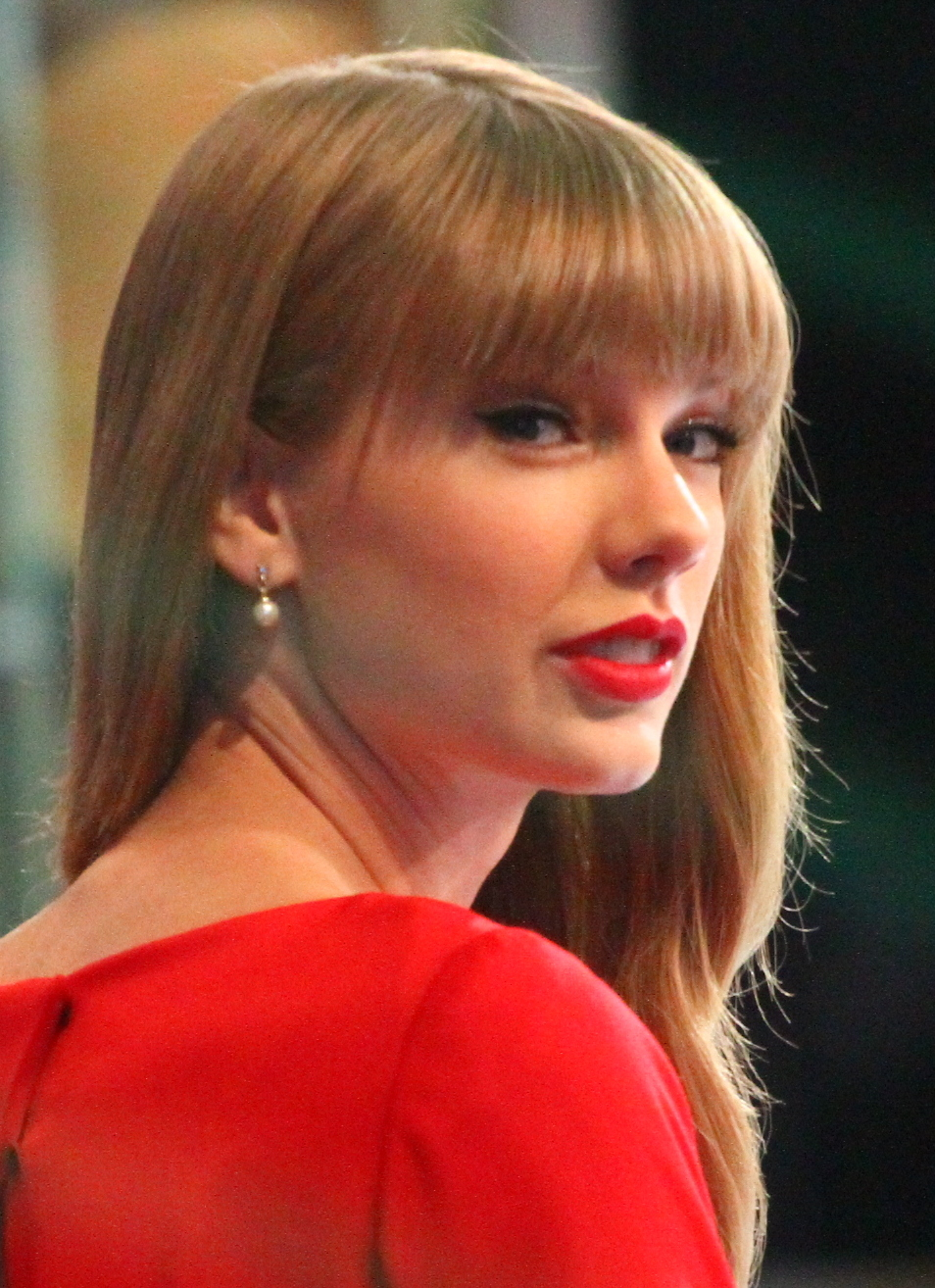
Taylor Swift w 2014 roku została pierwszą w historii Billboard piosenkarką, której dwa różne utwory kolejno zajmowały pierwsze miejsce na liście.

| Data publikacji | Piosenka              | Artysta                          | Źródła |
| --------------- | --------------------- | -------------------------------- | ------ |
| 4 stycznia      | „The Monster”         | Eminem featuring Rihanna         | [ 2 ]  |
| 11 stycznia     | „The Monster”         | Eminem featuring Rihanna         | [ 3 ]  |
| 18 stycznia     | „Timber”              | Pitbull featuring Kesha          | [ 4 ]  |
| 25 stycznia     | „Timber”              | Pitbull featuring Kesha          | [ 5 ]  |
| 1 lutego        | „Timber”              | Pitbull featuring Kesha          | [ 6 ]  |
| 8 lutego        | „Dark Horse”          | Katy Perry featuring Juicy J     | [ 7 ]  |
| 15 lutego       | „Dark Horse”          | Katy Perry featuring Juicy J     | [ 8 ]  |
| 22 lutego       | „Dark Horse”          | Katy Perry featuring Juicy J     | [ 9 ]  |
| 1 marca         | „Dark Horse”          | Katy Perry featuring Juicy J     | [ 10 ] |
| 8 marca         | „Happy”               | Pharrell Williams                | [ 11 ] |
| 15 marca        | „Happy”               | Pharrell Williams                | [ 12 ] |
| 22 marca        | „Happy”               | Pharrell Williams                | [ 13 ] |
| 29 marca        | „Happy”               | Pharrell Williams                | [ 14 ] |
| 5 kwietnia      | „Happy”               | Pharrell Williams                | [ 15 ] |
| 12 kwietnia     | „Happy”               | Pharrell Williams                | [ 16 ] |
| 19 kwietnia     | „Happy”               | Pharrell Williams                | [ 17 ] |
| 26 kwietnia     | „Happy”               | Pharrell Williams                | [ 18 ] |
| 3 maja          | „Happy”               | Pharrell Williams                | [ 19 ] |
| 10 maja         | „Happy”               | Pharrell Williams                | [ 20 ] |
| 17 maja         | „All of Me”           | John Legend                      | [ 21 ] |
| 24 maja         | „All of Me”           | John Legend                      | [ 22 ] |
| 31 maja         | „All of Me”           | John Legend                      | [ 23 ] |
| 7 czerwca       | „Fancy”               | Iggy Azalea featuring Charli XCX | [ 24 ] |
| 14 czerwca      | „Fancy”               | Iggy Azalea featuring Charli XCX | [ 25 ] |
| 21 czerwca      | „Fancy”               | Iggy Azalea featuring Charli XCX | [ 26 ] |
| 28 czerwca      | „Fancy”               | Iggy Azalea featuring Charli XCX | [ 27 ] |
| 5 lipca         | „Fancy”               | Iggy Azalea featuring Charli XCX | [ 28 ] |
| 12 lipca        | „Fancy”               | Iggy Azalea featuring Charli XCX | [ 29 ] |
| 19 lipca        | „Fancy”               | Iggy Azalea featuring Charli XCX | [ 30 ] |
| 26 lipca        | „Rude”                | Magic!                           | [ 31 ] |
| 2 sierpnia      | „Rude”                | Magic!                           | [ 32 ] |
| 9 sierpnia      | „Rude”                | Magic!                           | [ 33 ] |
| 16 sierpnia     | „Rude”                | Magic!                           | [ 34 ] |
| 23 sierpnia     | „Rude”                | Magic!                           | [ 35 ] |
| 30 sierpnia     | „Rude”                | Magic!                           | [ 36 ] |
| 6 września      | „Shake It Off”        | Taylor Swift                     | [ 37 ] |
| 13 września     | „Shake It Off”        | Taylor Swift                     | [ 38 ] |
| 20 września     | „All About That Bass” | Meghan Trainor                   | [ 39 ] |
| 27 września     | „All About That Bass” | Meghan Trainor                   | [ 40 ] |
| 4 października  | „All About That Bass” | Meghan Trainor                   | [ 41 ] |
| 11 października | „All About That Bass” | Meghan Trainor                   | [ 42 ] |
| 18 października | „All About That Bass” | Meghan Trainor                   | [ 43 ] |
| 25 października | „All About That Bass” | Meghan Trainor                   | [ 44 ] |
| 1 listopada     | „All About That Bass” | Meghan Trainor                   | [ 45 ] |
| 8 listopada     | „All About That Bass” | Meghan Trainor                   | [ 46 ] |
| 15 listopada    | „Shake It Of”         | Taylor Swift                     | [ 47 ] |
| 22 listopada    | „Shake It Of”         | Taylor Swift                     | [ 48 ] |
| 29 listopada    | „Blank Space”         | Taylor Swift                     | [ 49 ] |
| 6 grudnia       | „Blank Space”         | Taylor Swift                     | [ 50 ] |
| 13 grudnia      | „Blank Space”         | Taylor Swift                     | [ 51 ] |
| 20 grudnia      | „Blank Space”         | Taylor Swift                     | [ 52 ] |
| 27 grudnia      | „Blank Space”         | Taylor Swift                     | [ 53 ] |